# Nobody’s Home
«Nobody’s Home» — официальный третий сингл канадской певицы Аврил Лавин с её второго альбома Under My Skin. Данная композиция написана самой Лавин и её лучшим другом Беном Муди, бывшим гитаристом Evanescence. Это рок-баллада с ориентированным пост-гранжевым звуком, который значительно отличает её от других синглов с альбома Under My Skin. Также она была включена в сборник Totally Hits 2005. Песня «I Always Get What I Want», входившая в качестве бонуса, была выпущена в качестве сингла на iTunes 31 октября 2004 года.

## Музыкальное видео
В видеоклипе на песню «Nobody’s Home» Аврил играет бездомную девочку-подростка, живущую на улице с ещё одной такой же девушкой. Для этой роли Лавин надела чёрный парик и обесцвеченные джинсы. В одном из интервью она упомянула, что это было довольно забавно.
«Nobody’s Home» показывает жизнь отверженной, бездомной Лавин, которая хочет выбраться из улиц. Она также пытается позвонить своей матери, но, услышав её голос, вешает трубку. В другой части клипа она смывает с себя «грязь» с улиц в ванной комнате какого-то магазина. Она также пытается играть на гитаре, возможно, чтобы заработать деньги. В клипе показывается как она ищет незапертые машины, чтобы укрыться от ливня. В конце мы видим её в грязной одежде и спутавшимися волосами, и видно как скатывается слеза по её щеке. Затем она отворачивается и уходит.